# Веригино (Владимирская область)
Веригино — деревня в Судогодском районе Владимирской области, входит в состав Головинского сельского поселения.

## География
Деревня расположена в 7 км на восток от центра поселения посёлка Головино и в 26 км на запад от райцентра города Судогда близ автодороги Р-132 «Золотое кольцо».

## История
В конце XIX — начале XX века деревня входила в состав Авдотьинской волости Судогодского уезда, с 1926 года — в составе Александровской волости Владимирского уезда. В 1859 году в деревне числилось 23 двора, в 1905 году — 43 двора, в 1926 году — 29 хозяйств.
С 1929 года деревня входила с состав Головинского сельсовета Владимирского района, с 1965 года — Судогодского района.

## Население
| 1859 | 1905 | 1926 | 2002 | 2010 | 2021 |
| ---- | ---- | ---- | ---- | ---- | ---- |
| 179  | ↗181 | ↘132 | ↘27  | ↘16  | ↗30  |